# Janet Gaynor
Janet Gaynor (Philadelphia, Pennsylvania, 1906. október 6. – Palm Springs, Kalifornia, 1984. szeptember 14.) Oscar-díjas amerikai színésznő, festő.
A némafilm korszak egyik legünnepeltebb színésznője volt. Gaynor az első színésznő, aki megkapta a legjobb női főszereplő Oscar-díjat, mellyel három filmben nyújtott alakításáért tüntették ki, ez egyedülálló a Filmakadémia történetében.

## Élete

### Fiatalkora
Laura Augusta Gainor néven született Philadelphiában, de a családja még gyermekkorában San Franciscoba költözött. Mikor 1923-ban befejezte középiskolai tanulmányait eldöntötte, hogy a színészi pályát választja. Los Angelesbe költözött, hogy fedezze megélhetési költségeit egy cipőboltban kezdett el dolgozni.
Kisebb filmszerepekben feltűnt, de ezekért pénzt nem nagyon kapott. Végül 1926-ban őt választották ki a The Johnston Flood William Fox produkciójában készült film női főszerepére, melynek sikerének köszönhetően a producerek felfigyeltek tehetségére.

### Pályája csúcsán
Egy éven belül Gaynor Hollywood egyik legfelkapottabb színésznőjévé vált. 1929-ben elnyerte az Oscar-díjat a legjobb női főszereplő kategóriában, három filmben nyújtott alakításának köszönhetően: A hetedik mennyország (1927), Virradat (1927), Street Angel (1928). Az Akadémia legrangosabb díját 22 évesen nyerte el, amivel 1986-ig csúcstartó volt, míg Marlee Matlin 21 évével nem került elébe.
Gaynor azon tehetséges színésznők közé tartozott, akik sikeresen át tudtak állni a hangosfilmekben való szereplésre is. Éveken keresztül a Fox stúdió legelső színésznőjének számított és válogatott szerepeket kapott. Habár mikor Darryl F. Zanuck 20th Century Pictures stúdiója egyesült a Fox Film Corporationnel és létrejött a 20th Century Fox, korábbi státusza bizonytalan lett, és harmadlagossá vált Loretta Young és Shirley Temple mögött. Végül felbontotta szerződését a stúdióval, és David O. Selznick producer filmjeiben vállalt munkát a '30-as évek közepén.
1938-ban Oscar-díjra jelölték a Csillag születikben (1937) nyújtott alakításáért. Egy évvel később a The Young in Heart forgatása után otthagyja a filmvilágot. Igaz 1957-ben a Bernardine című musicalben még visszatér egy mellékszerep erejéig.

### Magánélete
Gaynor háromszor házasodott. Első házassága csak négy évig tartott. 1939-ben hozzáment a Metro-Goldwyn-Mayer stúdió jelmeztervezőjéhez, Adrian Greenberghez. 1940-ben Robin nevű fiuk született. Greenberg 1959-ben halt meg szívinfarktusban. Harmadik férje a producer Paul Gregory lett, akivel 1964. december 24-én házasodott össze, és haláláig együtt maradt vele.
Gaynor tehetséges képzőművész is volt, olajfestményeit egy New York-i galéria is kiállította.

### Halála

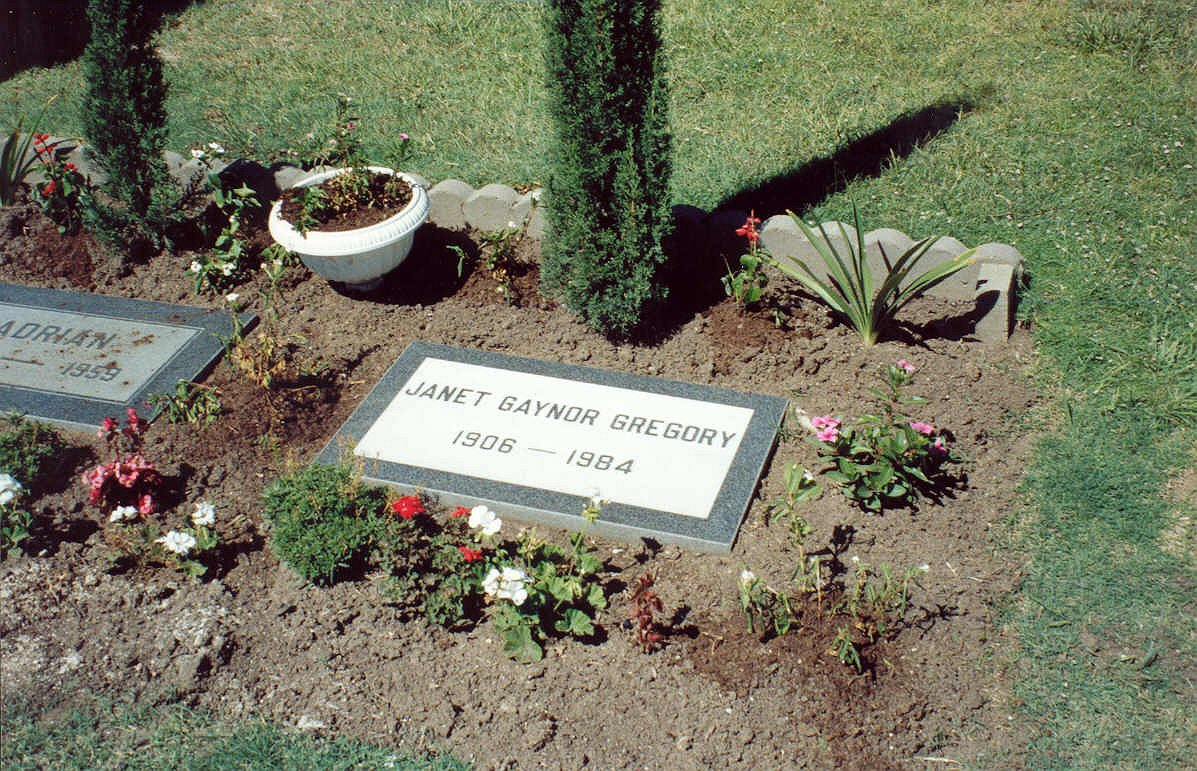
Gaynor sírköve

1982-ben San Franciscóban egy piroslámpán áthajtó autó frontálisan ütközött egy limuzinnal, melyben Gaynor is ott ült. A színésznő súlyos sérüléseket szenvedett, továbbá egy ember meghalt a járműben és férje is megsérült. Gaynor a baleset után számos operáción túlesett, de végül a szövődményekben hunyt el.
A Hollywood Forever temetőben helyezték örök nyugalomra második férje, Adrian Greenberg mellé. A sírkövére a Janet Gaynor Gregory nevet vésték hűségül a harmadik férje jeléül.

## Oscar-díj
- Oscar-díj
  - 1929 díj: legjobb női főszereplő - A hetedik mennyország (1927), Street Angel (1928), Virradat (1927)
  - 1938 jelölés: legjobb női főszereplő - Csillag születik (1937)

## Fontosabb filmjei
- 1937 - Csillag születik (A Star Is Born) - Esther Blodgett
- 1934 - Carolina - Joanna Tate
- 1928 - Street Angel - Angela
- 1927 - Virradat (Sunrise) - Indre
- 1927 - A hetedik mennyország (Seventh Heaven) - Diane

## Fordítás
- Ez a szócikk részben vagy egészben  a   Janet_Gaynor című angol Wikipédia-szócikk fordításán alapul.  Az eredeti cikk szerkesztőit annak laptörténete sorolja fel. Ez a jelzés csupán a megfogalmazás eredetét és a szerzői jogokat jelzi, nem szolgál a cikkben szereplő információk forrásmegjelöléseként.

## További információ
- Janet Gaynor a PORT.hu-n (magyarul)
- Janet Gaynor az Internetes Szinkronadatbázisban (magyarul)
- Janet Gaynor az Internet Movie Database-ben (angolul)
- Janet Gaynor a Rotten Tomatoeson (angolul)